# Dinotrema cavernicola
Dinotrema cavernicola (лат.) — вид мелких наездников рода Dinotrema из семейства Braconidae (Ichneumonoidea, Alysiinae). Эндемик Испании.

## Распространение
Европа, Испания (Jaén Province), в двух пещерах: Cerro de Hornos, Sistema de la Murcielaguina и La Hoya de Herrera, Sima de La Colada.

## Описание
Очень мелкие паразитические наездники, длина тела 2,6-2,8 мм, длина переднего крыла 3,4-3,5 мм, длина яйцеклада 2,4-2,6 мм. Тело, усики и птеростигма тёмно-коричневые, ноги, жвалы и педицель желтовато-коричневые. Предположительно паразитируют на двукрылых насекомых, так как вместе с наездниками в ловушку были пойманы представители семейств Phoridae и Heleomyzidae, ранее известные как хозяева других видов рода Dinotrema.

## Систематика
Вид был впервые описан в 2015 году европейскими энтомологами Франциско Перис-Фелипо (University of Valencia, Paterna, Испания), Сергеем Белокобыльским (Россия) и другими (Kees van Achterberg, Toni Pérez Fernández).
Сходен с видами Dinotrema affine  (Fischer, 1973) и Dinotrema collybiae  Munk & Peris-Felipo, 2014. Видовое название «cavernicola» дано у учётом места обитания (пещеры).